# Ulrike Hörster-Philipps
Ulrike Hörster-Philipps (* 27. Juli 1949 in Duisburg) ist eine deutsche Historikerin.
Hörster-Philipps studierte von 1968 bis 1974 Geschichte, osteuropäische Geschichte und Sozialwissenschaften in Münster. 1980 wurde sie mit einer Arbeit über konservative Politik in der Spätphase der Weimarer Republik zum Dr. phil promoviert. Seit den 1990er Jahren ist sie Lehrbeauftragte an der Universität Freiburg. Dort habilitierte sie sich 1995 mit einer Biographie über den Politiker Joseph Wirth. Sie ist zugleich Vorsitzende der an Wirth erinnernden Joseph-Wirth-Stiftung.

## Schriften
Als Verfasserin
- Wer war Hitler wirklich? Grosskapital und Faschismus, 1918–1945: Dokumente, 1978.
- Konservative Politik in der Endphase der Weimarer Republik, Marburg 1980.
- Im Schatten des großen Geldes. Flick-Konzern und Politik: Weimarer Republik, Drittes Reich, Bundesrepublik, Köln 1985.
- Joseph Wirth 1879–1956: Eine politische Biographie, Paderborn 1998.

Als Herausgeberin:
- Rapallo – Modell für Europa? Friedliche Koexistenz und internationale Sicherheit heute, Köln 1987.
- Hitlers Krieg? Zur Kontroverse um Ursachen und Charakter des Zweiten Weltkriegs, Köln 1989.